# العبيلة (محضة)
العبيلة منطقة سكنية تقع في ولاية محضة، التابعة لمحافظة البريمي في سلطنة عمان. يقدر عدد سكانها بـ 6 نسمة حسب إحصاء عام 2010 التابع للمركز الوطني للإحصاء والمعلومات الحكومي. رمز المنطقة هو 40220292.

## الوصلات الخارجية
- المركز الوطني للإحصاء والمعلومات، سلطنة عمان